# OWL Challenge
Die OWL Challenge, zuvor Paderborn Challenge bzw. E.ON Westfalen Weser Challenge, ist ein internationales Reitturnier, das jeweils im September auf dem Schützenplatz des Paderborner-Bürger-Schützenvereins in Paderborn stattfindet.

## Geschichte und Medien
Die Turniergeschichte hat ihre Ursprünge im Jahr 1869, für dieses Jahr bestehen die ersten Aufzeichnungen über Pferderennsportveranstaltungen in Paderborn. Beim „Rennen in der Stadtheide“ 1912 wurden dann erstmals Springprüfungen ausgetragen. Zunächst auf dem Exerzierplatz in der Stadtheide ausgetragen, fanden ab 1931 Teile des Turniers auf dem Gelände der Neuhäuser Reiterkaserne statt.
Nach einer Unterbrechung durch den Zweiten Weltkrieg wird die Turniertradition auch ab 1949 auf dem Schützenplatz weiter fortgeführt. Nach äußerst erfolgreichen Turnieren in den 1960er und 1970er Jahren wurde letztmals Anfang der 1980er Jahre ein Turnier auf dem Schützenplatz ausgetragen.
Beginnend mit dem Jahr 2003 wird wieder ein großes Reitturnier auf dem Paderborner Schützenplatz ausgetragen. Zunächst als nationales Turnier ausgetragen, wird das Turnier von der Pferdesport-Veranstaltungsagentur EN GARDE Marketing aus Uthlede und der PST Paul Schockemöhle Marketing GmbH organisiert. Das Turnier wurde von 2003 bis 2005 vom TV-Sender XXP begleitet, am Samstag- und Sonntagabend wurde jeweils im Rahmen der „XXP Pferdezeit“ eine Zusammenfassung gezeigt.
In den Jahren 2003 und 2004 wurde der Schützenplatz umgebaut, nachdem zunächst aufgrund des Platzaufbaus nur ein Viertel des Platzes als Reitplatz zur Verfügung stand. Mit dem Jahr 2006 kam es zu Veränderungen beim Turnier: Seit diesem Jahr ist das Turnier international ausgeschrieben, nach dem Ende von XXP übernahm nun das WDR Fernsehen die Turnierübertragung, die bis 2011 im WDR und im Ersten Programm erfolgte. Seit 2012 überträgt der deutsche IPTV-Sender ClipMyHorse die Prüfungen des Turniers live.
Das Turnier ist seit 2003 stets nach dem Hauptsponsor benannt: 2003 hieß das Turnier zunächst PESAG Pader Challenge, nach der Firmenübernahme Mitte 2003 hieß das Turnier E.ON Westfalen Weser Challenge. Von 2006 bis 2010 wurde das Turnier als CSI 4* ausgetragen, ab 2011 wird es als CSI 3* durchgeführt. Im Jahr 2020 wurde es während der COVID-19-Pandemie aufgrund des Ausfalls der Riders Tour-Saison als CSI 2*-Turnier durchgeführt.
Besonderheit des Turniers ist die Austragung auf dem Schützenplatz. Dieser Platz hat eine Birnenform und wird in der Mitte von einer Rosskastanie mit einer Höhe von rund 20 Metern und einem Kronendurchmesser von 12 Metern, die etwa 130 Jahre alt sein soll, dominiert. Durch den Baum kommt es auf dem Platz zu einer besonderen Licht- und Schattensituation.
Mit der Rekommunalisierung der E.ON Westfalen Weser verlor das Turnier seinen bisherigen Namen und wurde von 2014 bis 2018 unter dem Namen Paderborn Challenge ausgetragen. Seitdem trägt es nach der umgebenden Region Ostwestfalen-Lippe den Namen OWL Challenge.

## Die wichtigsten Prüfungen

### Großer Preis
Der Große Preis ist die höchstdotierte Prüfung des Turniers. Bereits 2003, noch national ausgeschrieben, war die Prüfung mit 30.000 € dotiert. Seit 2006 ist der Große Preis zugleich eine Wertungsprüfung der Riders Tour. Im Jahr 2018 war die Prüfung mit rund 75.000 € dotiert.
Der Große Preis wird am Sonntagmittag oder -nachmittag ausgetragen. Nachdem die Prüfung in den ersten Jahren als Springprüfung mit Stechen durchgeführt wurde, handelt es sich seit dem Jahr 2011 um eine internationale Springprüfung mit zwei Umläufen.
Sieger:
| - 2003: Heinrich-Wilhelm Johannsmann mit Gralshüter - 2004: Markus Beerbaum mit Leena - 2005: Jeroen Dubbeldam mit De Sjiem - 2006: Markus Fuchs mit Nirmette - 2007: Thomas Voß mit Leonardo B - 2008: Luciana Diniz mit Meautry's Locarno - 2009: Santiago Lambre mit Atrap - 2010: Marcus Ehning mit Sabrina - 2011: Henrik von Eckermann mit Paola - 2012: Marcus Ehning mit Noltes Küchengirl |  |  | - 2013: Simon Delestre mit Valentino Velvet - 2014: Wout-Jan van der Schans mit Capetown - 2015: Julien Épaillard mit Quatrin de la Roque - 2016: Marcus Ehning mit Comme il faut - 2017: Marcus Ehning mit Comme il faut - 2018: Andreas Kreuzer mit Calvilot - 2019: Nisse Lüneburg mit Luca Toni - 2020: Philipp Schulze Topphoff mit Concordess NRW |